# Carcassonne (Spiel)

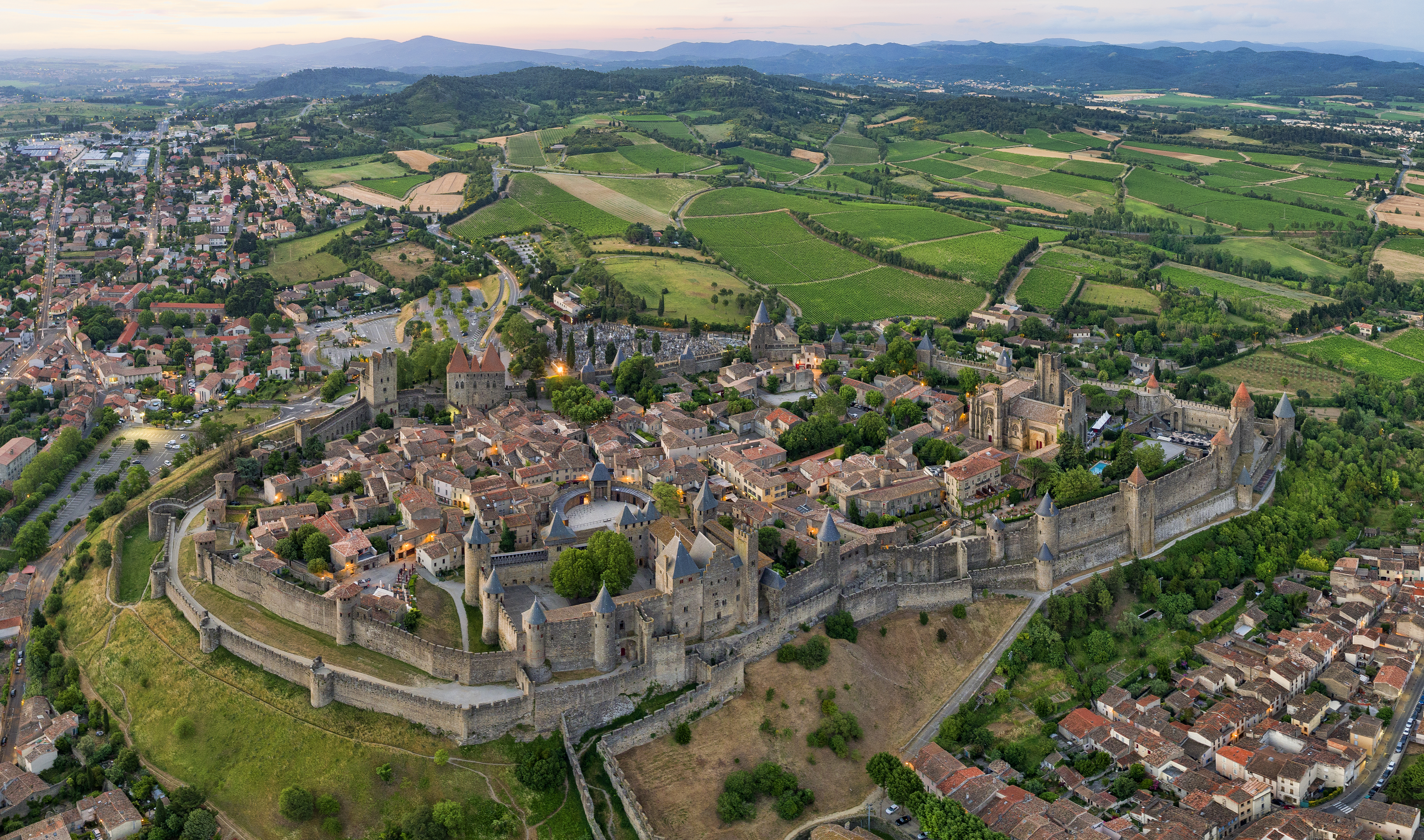
Luftaufnahme der Festungsstadt Cité von Carcassonne in Frankreich, welche Vorbild für das Spiel ist.

Carcassonne ist ein Legespiel von Klaus-Jürgen Wrede (Autor) und Doris Matthäus (Illustration). Erschienen ist es im Oktober 2000 im Münchner Hans im Glück Verlag. Benannt wurde das Spiel nach der Cité von Carcassonne, einer mittelalterlichen, auf einem Hügel der Altstadt von Carcassonne im Süden Frankreichs gelegenen Stadt, deren „Festungslandschaft“ Thema des Spiels ist.
2001 wurde Carcassonne mit dem Kritikerpreis Spiel des Jahres und dem Deutschen Spielepreis ausgezeichnet. In den ersten zehn Jahren hat es sich über sechs Millionen Mal verkauft und wurde in über 20 Sprachen übersetzt, womit es zu den erfolgreichsten Familienspielen gehört. Durch den großen Erfolg von Carcassonne erschienen über die Jahre zahlreiche Erweiterungen zum Grundspiel, weitere eigenständige Spiele sowie PC- und Konsolenumsetzungen.

## Spielkonzept
In Carcassonne erstellen die Spieler mittels Zusammenfügen quadratischer Kärtchen bzw. Plättchen gemeinsam eine Landkarte. Durch Spielfiguren (Gefolgsleute) können die Spieler Städte, Straßen, Klöster und Wiesen für sich vereinnahmen und erhalten Punkte, sobald das jeweilige Gebiet abgeschlossen ist (mit Ausnahme der Wiese, deren Wertung stets erst nach Spielende Berücksichtigung findet) oder das Spiel endet, weil keine unverbauten Spielkärtchen mehr verfügbar sind. Nach der Wertung der auf der Landkarte befindlichen Gefolgsleute gewinnt derjenige Spieler, der die meisten Punkte für sich verbuchen konnte. Die Gefolgsleute werden im Englischen Meeple genannt – ein Kofferwort aus my + people. Spätestens seit Erscheinen der Neuen Edition im Jahre 2014 verwendet auch der Hans im Glück Verlag diese Bezeichnung für die Spielfiguren.

Zu Beginn des Spiels wird das (vorgegebene) Startkärtchen in die Mitte des Tischs gelegt. Alle anderen Kärtchen werden verdeckt auf einen oder mehrere Stapel verteilt. Ist ein Spieler an der Reihe, zieht er ein Kärtchen, zeigt es seinen Mitspielern, um sich von ihnen „Tipps geben“ zu lassen, legt es passend an die bestehende Landkarte an (was zu Beginn des Spiels ausnahmslos immer möglich ist, da im Spiel insgesamt nur drei verschiedene Kanten existieren – Stadt, Straße und Wiese –, welche die Startkarte – eine Halbstadt mit gerader Straße – allesamt aufweist) und darf sodann einen Gefolgsmann aus seinem Vorrat von sieben Gefolgsmännern (ein achter dient als Zeiger auf der Zähltafel) auf einen Bestandteil (Stadtteil, Wiesenstück, Straßenabschnitt oder Kloster) des soeben gelegten Kärtchens setzen. Durch das Anlegen werden manche der Bestandteile Teil eines größeren Objekts (Stadt, Wiese oder Straße). Je nach Platzierung wird die Spielfigur unterschiedlich benannt: 

Spielfiguren von Carcassonne

- Ritter, wenn sie sich in einer Stadt befindet.
- Wegelagerer, wenn sie auf einer Straße steht.
- Mönch in einem Kloster.
- Bauer auf einer Wiese (wird hingelegt und bleibt bis zum Spielende liegen).

Beim Einsetzen der Spielfigur ist zu beachten, dass sich auf dem gesamten Objekt (Stadt, Wiese oder Straße) zuvor noch kein anderer Gefolgsmann befinden darf, auch kein eigener. Jedoch kann es dazu kommen, dass mehrere gleichartige Objekte (Städte, Wiesen oder Straßen), die bereits von Gefolgsleuten besetzt sind, durch geschicktes Anlegen miteinander verbunden werden und danach von mehreren Gefolgsleuten besetzt sind.
Eine Stadt bzw. Straße ist fertiggestellt, wenn sie keine offenen Kanten bzw. Enden mehr besitzt; ein Kloster ist fertiggestellt, wenn die Klosterkarte komplett von acht (eigenen oder fremden) Spielkärtchen umgeben ist. Wird mit dem Anlegen eine Stadt, eine Straße oder ein Kloster fertiggestellt, kommt es augenblicklich zur Wertung, und zwar erhält derjenige Spieler, welcher das fertiggestellte Objekt durch einen Gefolgsmann besitzt, einen Punkt je beteiligter Kartenanzahl gutgeschrieben, bei Klöstern also neun, bei Straßen einen und bei Städten zwei Punkte pro Karte (und zwei pro abgebildetem Wappen pro Stadtkarte). Kommt es zur Situation mit mehreren Gefolgsleuten unterschiedlicher Spieler, gewinnt derjenige mit der Überzahl. Bei Gleichstand erhalten alle beteiligten Spieler die volle Punktzahl. Alle dort vorhandenen Gefolgsleute gehen an ihren Spieler zurück. Gefolgsleute auf Wiesen (Bauern) jedoch werden hingelegt, um zu verdeutlichen, dass sie bis zum Spielende dort liegen bleiben.
Am Spielende werden unvollendete Städte, Straßen und Klöster mit je einem Punkt pro beteiligter Karte gewertet. Vor allem die Bauern haben dann großen Einfluss, denn jede fertige Stadt, die an eine Wiese grenzt, bringt deren Besitzer(n) jeweils drei Punkte unter Mehrheitsbestimmung analog zu den Regeln bei Städten und Straßen. Damit ist Carcassonne bis zum Schluss spannend, weil die Punkte der Schlusswertung das Blatt noch sprichwörtlich in letzter Sekunde wenden können.
|                 |                  | Während des Spiels fertiggestellt                                                     | Spielende                                            |
| --------------- | ---------------- | ------------------------------------------------------------------------------------- | ---------------------------------------------------- |
| Stadt           | ohne Kathedrale  | 2 Punkte pro Karte 2 Punkte pro Wappen 3 Punkte für jede Burg c                       | 1 Punkt pro Karte 1 Punkt pro Wappen                 |
| Stadt           | mit Kathedrale a | 3 Punkte pro Karte 3 Punkte pro Wappen                                                | keine Wertung                                        |
| Straße          | ohne Wirtshaus   | 1 Punkt pro Karte 3 Punkte für jede Burg c                                            | 1 Punkt pro Karte 3 Punkte für jede Burg c           |
| Straße          | mit Wirtshaus a  | 2 Punkte pro Karte 3 Punkte für jede Burg                                             | keine Wertung                                        |
| Kloster, Burg c | Kloster, Burg c  | 1 Punkt 1 Punkt für jede angrenzende Karte 3 Punkte für jeden angrenzenden Weinberg d | 1 Punkt 1 Punkt für jede angrenzende Karte           |
| Wiese           | ohne Schwein     | keine Wertung                                                                         | 3 Punkte für jede angrenzende, fertiggestellte Stadt |
| Wiese           | mit Schwein b    | keine Wertung                                                                         | 4 Punkte für jede angrenzende, fertiggestellte Stadt |

Vor diesem Hintergrund entwickeln die Spieler ihre Strategien, um die meisten Punkte zu generieren. So ist es recht beliebt, mit Gefolgsleuten der/des Kontrahenten besetzte Objekte in (Punkte-)Besitz zu nehmen (ugs. auch „Einzecken“ genannt), indem man eine Karte in der unmittelbaren Nähe zu einem besetzen Gebiet (zum Beispiel einer Stadt, in der ein Gefolgsmann eines Gegenspielers steht) passend ablegt, einen Gefolgsmann auf diese stellt und in den nächsten Runden versucht, diese Objekte zu einem einzigen (gemeinsamen) Objekt zu verbinden. Dies funktioniert sowohl mit Städten und Straßen als auch mit Wiesen.

## Geschichte

### Entwicklungsgeschichte
Carcassonne ist das erste veröffentlichte Spiel von Klaus-Jürgen Wrede. Im Jahr 1992 stand sein erstes Spiel Scippo kurz vor der Veröffentlichung im Hexagames-Verlag. Dieser ging jedoch insolvent. Anschließend versuchte sich Wrede als Buchautor. Für seine Recherche zu einem Buch über den Genter Altar reiste er 1999 nach Südfrankreich in die Gegend von Carcassonne, um sich mit der Geschichte der Katharer zu befassen. Während dieser Reise schmiedete er die Ideen zu dem Spiel, aus dem Carcassonne wurde. Gemeinsam mit dem Prototyp für Mesopotamien reichte er es bei drei Verlagen ein. Wrede fand Mesopotamien besser als Carcassonne und war überrascht, als der Hans im Glück Verlag zusagte und Carcassonne noch zur SPIEL ’00 veröffentlichte. Welchen Erfolg das Spiel langfristig haben würde, war für ihn nicht abzusehen. Es wurden aber schon auf der Messe 2.000 Exemplare von Carcassonne verkauft.
Der Verlag unter Leitung von Bernd Brunnhofer erkannte, dass das Spiel für viele Spieler interessant sein dürfte, denn es vereint Puzzlen mit Taktik. Ursprünglich sollte mit jeder angelegten Karte (Spielzug) ein Gefolgsmann (auch Meeple genannt) irgendwohin gestellt werden dürfen. Da diese ursprüngliche Regel dazu führt, dass sich die Meeple an wenigen attraktiven Stellen sammeln und damit kein cleveres Spiel benötigen, wurde dies von Seiten des Hans im Glück geändert. Ebenso änderte Bernd Brunnhofer die Anzahl der Gefolgsleute von zehn auf sieben (im Feld), sowie führte er die Regelung ein, dass die Meeple nach einer Wertung wieder zum Spieler zurückkommen. Somit wurden interessantere Entscheidungen provoziert, da nun eine Bewertung nach Wiederverwendung der Meeple entsteht und Wertungen nicht immer offensichtlich besser oder schlechter sind. Der Kartentyp „leere Wiese“ wurde zudem gegen Karten mit Klöstern ausgetauscht. Ansonsten sind in der Grundversion nur noch kleinere Änderungen wie genaue Punktzahlen, optische Elemente o. Ä. bekannt.
Wrede lehnte zuerst Erweiterungen ab, erinnerte sich aber an ähnliche Wünsche zu anderen Spielen, weshalb inzwischen zehn große und 34 Mini-Erweiterungen veröffentlicht wurden. Das Buch, für welches er ursprünglich nach Frankreich reiste, wurde schließlich 2015 veröffentlicht.

### Auflagen des Brettspiels
Mittlerweile sind vier unterschiedliche deutsche Auflagen des Spiels erschienen. Die zweite Auflage korrigierte die mit 70 Feldern zu kurz geratene Zählleiste zu einem Rundkurs und formulierte die Spielanleitung verständlicher. In der dritten Auflage (jetzt mit dem Aufdruck „Spiel des Jahres“ auf dem grafisch veränderten Deckel) wurde eine Spielregel – die sogenannte „Bauernregel“ – vereinfacht. In der vierten Auflage wurde die Bauernregel dann nochmals modifiziert. Insgesamt existieren also drei verschiedene Regeln für Carcassonne. Die ersten Auflagen wurden mit der Altersangabe „ab 10“ verkauft; später hat man das Spiel auf „ab 8“ heruntergesetzt. Bei der Neuen Edition wurde sie auf „ab 7“ verringert. Mittlerweile lautet die aktuellste Version 3.1. und hat weitere leichte Änderungen wie mehr Details auf den Plättchen erfahren.
Es kann mit zwei bis fünf Spielern gespielt werden. Die erste Erweiterung Wirtshäuser und Kathedralen fügt den ursprünglichen Gefolgsleuten – in den Farben Blau, Gelb, Grün, Rot und Schwarz – Graue (ursprüngliche Ausgabe) bzw. Pinke Gefolgsleute hinzu und ermöglicht es so, zu sechst zu spielen. Viele weitere Farben sind zudem im Fanshop Cundco.de verfügbar.
Die Big-Box-Edition 2014 ermöglicht das Spielen zu acht durch das Hinzufügen von Gefolgsleuten in den Farben Pink und Violett.
2025 erscheinen nun 10 neue „große“ Erweiterungen, die die bisherigen 10 ersetzen. Dabei wurden alle Erweiterungen generalüberholt oder sogar komplett neu geschaffen. Sie werden nun als Auflage 3.1. bezeichnet.

## Erweiterungen
Carcassonne erfreute sich innerhalb kürzester Zeit einer großen und dauerhaften Nachfrage. Der Verlag berichtet, dass viele Rückmeldungen von Spielern eingegangen sind, die nach weiteren Landschaftskarten verlangen.
Das Spielprinzip bleibt im Wesentlichen gleich. Erweiterungen verlängern in erster Linie die Spielzeit, ermöglichen aber auch das Spielen mit mehr Personen. Große Erweiterungen werden mit etwa einer Viertelstunde bemessen. Auch führen sie kleinere Ergänzungen ein, indem neue Spielfiguren und neue Abbildungen auf den Karten weitere Handlungen ermöglichen. Ein Carcassonne-Spiel kann durch die Erweiterungen und mehrere Grundspiele erheblich verlängert werden. Generell sind die Erweiterungen beliebig kombinierbar. Auswirkungen der Erweiterungen untereinander sind aber vor allem bei den Mini-Erweiterungen nicht ausreichend beschrieben.

## Carcassonne-Sondereditionen

### „Das Schicksalsrad“
Bei Das Schicksalsrad handelt es sich um eine eigenständige Version von Carcassonne. Das Spiel beinhaltet Landschaftskarten und Gefolgsleute ähnlich wie das Grundspiel, wurde aber um die „Schicksalsradtafel“ und zugehörige Regeln erweitert. Die Schicksalsradtafel dient als Startplan, an den im Laufe des Spiels die Landschaftskarten angelegt werden und der neue Aktionen mit sich bringt.
Auf einigen Landschaftskarten befinden sich Schicksalsradsymbole mit einer Wertigkeit von 1 bis 3. Wird eine solche Karte gezogen, wandert das „Glücksschwein“ auf dem Schicksalsrad um die angegebene Zahl weiter auf ein neues der sechs Aktionsfelder „Fortuna“, „Steuern“, „Hungersnot“, „Unwetter“, „Inquisition“ oder „Pest“. Die ausgelöste Aktion bringt entweder allen oder nur dem gerade Ziehenden Punkte oder Gefolgsleute müssen aufgenommen werden. Statt einen Gefolgsmann auf das Feld zu setzen, kann einer auf die Kronenfelder des Schicksalsrades gestellt werden. Wenn das Schwein auf dieses Feld zieht, erhält man entsprechend angezeigte Punkte.
Die Version kann sowohl mit Carcassonne-Erweiterungen als auch mit dem Grundspiel kombiniert werden. Sie liegt ebenfalls der Big-Box-Edition 2014 bei.
Die Karten werden mit einem kleinen Speichenrad zur Trennung für Spiele ohne bestimmte Erweiterungen gedruckt.
Das Spiel erschien in Deutschland in einer speziellen Sonderedition und wird zusammen mit dem Roman Carcassonne – Das Schicksalsrad von Helene Luise Köppel ausgeliefert und von der Autorin sowie dem Spieleautor Klaus-Jürgen Wrede signiert.

### Carcassonne-Jubiläen
Im Rahmen des zehnjährigen Jubiläums 2011 wurden ein Basisspiel im neuen Design, die Mini-Erweiterung Das Gefolge sowie Carcassonne – Das Würfelspiel auf den Markt gebracht.

Die Jubiläum-Edition des Basisspiels erschien am 15. März 2011. Neben den bekannten Karten aus dem Grundspiel sind Spielfiguren aus transparentem Kunststoff sowie die Mini-Erweiterung Das Fest enthalten. Die Verpackung und die Zählleiste haben die Form eines Gefolgsmanns.

Der Jubiläumsedition 2021 wurde zum 20-jährigen Jubiläum produziert. Sie ist etwas anders designt als die übliche „Neue Edition“ und umfasst eine Neuauflage von der Fluss-Erweiterung sowie eine exklusive Erweiterung für diese Edition.

### Big-Box-Editionen
Die Big-Box-Editionen sind eine Zusammenstellung des Grundspiels mit mehreren Erweiterungen. Die Schachteln sind so gestaltet, dass alle Karten einer Erweiterung einen entsprechenden Platz in der Box besitzen und dadurch insgesamt mehr Ordnung in der Verpackung möglich ist. Mittlerweile gibt es sechs verschiedene Big-Box-Editionen. Die Edition von 2014 stellt die einzige offizielle Möglichkeit dar, Carcassonne mit bis zu acht Spielern zu spielen. Die Edition von 2017 erschien erstmals im Design der neuen Edition. Für eine detaillierte Auflistung der verschiedenen Big-Box-Editionen, siehe hierzu den entsprechenden Abschnitt: Vergleich der verschiedenen Editionen.

### Spezielle Verlagseditionen
Verschiedene Verlage, die Carcassonne außerhalb Deutschlands vertreiben, brachten eigene Zusammenstellungen ähnlich den Big-Box-Editionen heraus.

#### Rio Grande Games
2003 brachte Rio Grande Games noch vor dem Erscheinen der Big-Box-Editionen die englischsprachige Limited Edition in einer goldfarbenen Verpackung in der Größe der Grundspiels heraus. Sie enthält neben dem Grundspiel die ersten beiden Erweiterungen: Wirtshäuser und Kathedralen, Händler und Baumeister sowie die Mini-Erweiterung Der Fluss.
Der Big-Box-Edition (2006), die Rio Grande Games vertrieb, lag zusätzlich die Mini-Erweiterung Der Fluss II bei.

#### Lautapelit
Der finnische Verlag Lautapelit brachte 2006 die Edition Kreivi ja Kuningas (deutsch Graf und König) heraus. Diese besteht aus dem Grundspiel und den drei Mini-Erweiterungen König und Späher, Der Fluss II und Der Graf von Carcassonne. Die zweite Auflage dieser Edition entspricht dem Inhalt der 6. Erweiterung Graf, König und Konsorten, wird jedoch als fünfte Erweiterung vertrieben, während die finnische 6. Erweiterung Kärryt ja Kartanot (deutsch Karren und Gutshöfe) der deutschen 5. Erweiterung Abtei und Bürgermeister entspricht. Die weiteren großen Erweiterungen entsprechen der üblichen Zählweise.

#### Hobby World
Der russische Verlag Hobby World brachte bisher folgende eigene Editionen heraus:
- 2012 erschien die aus Das Schicksalsrad und der 8. Erweiterung (Brücken, Burgen und Basare) bestehende Edition Колесо фортуны (deutsch Schicksalsrad).[15]
- Die 2011 erschienene Edition Предместья и обитатели (deutsch Vororte und Einwohner) besteht aus Grundspiel und den ersten beiden, der fünften Erweiterung und der Mini-Erweiterung König und Späher.[16] 2013 wurde diese Zusammenstellung unter dem Namen Королевский Подарок (deutsch Königliches Geschenk) in einer größeren Verpackung neu aufgelegt.[17]
- Außerdem erschien die Carcassonne-Edition Дворяне и Башни (deutsch Adlige und Türme), bestehend aus dem Grundspiel, der dritten und vierten Erweiterung sowie den drei Mini-Erweiterung: Die Kornkreise, Die Kultstätte und Der Fluss II.[18]
- Zusätzlich zu den verschiedenen Grundspiel-Edition wurde auch die Erweiterung Наука и магия (deutsch Wissenschaft und Magie) herausgebracht. Sie umfasst alle sieben Mini-Erweiterungen der Carcassonne Minis in der Verpackung einer großen Erweiterung.

#### Weitere Editionen
Daneben sind auch Editionen erschienen, die ausschließlich von einem Händler separat vertrieben wurden:
- Die Handelskette Müller vertrieb eine Sonderedition in der Größe der Standardverpackung des Grundspiels, welcher neben dem Grundspiel und der Erweiterung Graf, König und Konsorten auch exklusiv die Mini-Erweiterung Die Belagerer beilag.[19]
- Ebenfalls in der Größe des Grundspiels existiert eine Edition, welche zusätzlich zum Grundspiel die 3. Erweiterung (Burgfräulein und Drache) beinhaltet, sowie eine Edition mit der Mini-Erweiterung Die Kornkreise.
- Des Weiteren existiert eine spezielle Edition des Grundspiels aus dem Jahr 2013 zusammen mit der zweiten Erweiterung (Händler und Baumeister) in einer Metalldose. Der sonst der zweiten Erweiterung beiliegende Beutel ist hier weiß und kleiner.[19]
- Von Tchibo wurden in einer größeren Metalldose das Grundspiel zusammen mit dem ebenfalls aus dem Hans im Glück Verlag stammenden Brettspiel El Grande vertrieben.

### Vergleich der verschiedenen Editionen
|                                              | Edition 2006                | Edition 2008                | Edition 2010                | Edition 2012                | Edition 2014 a              | Edition 2017 n              | Edition 2021 o              | Limited Edition d           | Müller Edition e            | Jubiläums- Edition          |
| -------------------------------------------- | --------------------------- | --------------------------- | --------------------------- | --------------------------- | --------------------------- | --------------------------- | --------------------------- | --------------------------- | --------------------------- | --------------------------- |
| Carcassonne (Grundspiel)                     | Grünes Häkchensymbol für ja | Grünes Häkchensymbol für ja | Grünes Häkchensymbol für ja | Grünes Häkchensymbol für ja | Grünes Häkchensymbol für ja | Grünes Häkchensymbol für ja | Grünes Häkchensymbol für ja | Grünes Häkchensymbol für ja | Grünes Häkchensymbol für ja | Grünes Häkchensymbol für ja |
| Wirtshäuser und Kathedralen (1. Erweiterung) | Grünes Häkchensymbol für ja | Grünes Häkchensymbol für ja | Grünes Häkchensymbol für ja | Grünes Häkchensymbol für ja | Grünes Häkchensymbol für ja | Grünes Häkchensymbol für ja | Grünes Häkchensymbol für ja | Grünes Häkchensymbol für ja |                             |                             |
| Händler und Baumeister (2. Erweiterung)      | Grünes Häkchensymbol für ja | Grünes Häkchensymbol für ja | Grünes Häkchensymbol für ja | Grünes Häkchensymbol für ja | Grünes Häkchensymbol für ja | Grünes Häkchensymbol für ja | Grünes Häkchensymbol für ja | Grünes Häkchensymbol für ja |                             |                             |
| Burgfräulein und Drache (3. Erweiterung)     | Grünes Häkchensymbol für ja | Grünes Häkchensymbol für ja | Grünes Häkchensymbol für ja |                             |                             |                             |                             |                             |                             |                             |
| Der Turm (4. Erweiterung)                    | Grünes Häkchensymbol für ja |                             |                             |                             |                             |                             |                             |                             |                             |                             |
| Abtei und Bürgermeister (5. Erweiterung)     |                             | Grünes Häkchensymbol für ja | Grünes Häkchensymbol für ja |                             |                             |                             |                             |                             |                             |                             |
| Graf, König und Konsorten (6. Erweiterung)   |                             | Grünes Häkchensymbol für ja |                             |                             |                             |                             |                             |                             | Grünes Häkchensymbol für ja |                             |
| Brücken, Burgen und Basare (8. Erweiterung)  |                             |                             | Grünes Häkchensymbol für ja |                             |                             |                             |                             |                             |                             |                             |
| Schafe und Hügel (9. Erweiterung)            |                             |                             |                             |                             | Grünes Häkchensymbol für ja |                             |                             |                             |                             |                             |
| Der Fluss I (Mini-Erweiterung)               | c                           |                             |                             |                             | b                           | Grünes Häkchensymbol für ja | Grünes Häkchensymbol für ja | Grünes Häkchensymbol für ja |                             |                             |
| Der Fluss II (Mini-Erweiterung)              |                             | c                           |                             |                             |                             |                             |                             |                             |                             |                             |
| Die Fluggeräte (1. Mini-Erweiterung)         |                             |                             |                             | Grünes Häkchensymbol für ja |                             | Grünes Häkchensymbol für ja | Grünes Häkchensymbol für ja |                             |                             |                             |
| Die Depeschen (2. Mini-Erweiterung)          |                             |                             |                             | Grünes Häkchensymbol für ja |                             | Grünes Häkchensymbol für ja | Grünes Häkchensymbol für ja |                             |                             |                             |
| Die Fähren (3. Mini-Erweiterung)             |                             |                             |                             | Grünes Häkchensymbol für ja |                             | Grünes Häkchensymbol für ja | Grünes Häkchensymbol für ja |                             |                             |                             |
| Die Goldminen (4. Mini-Erweiterung)          |                             |                             |                             | Grünes Häkchensymbol für ja |                             | Grünes Häkchensymbol für ja | Grünes Häkchensymbol für ja |                             |                             |                             |
| Magier & Hexe (5. Mini-Erweiterung)          |                             |                             |                             | Grünes Häkchensymbol für ja |                             | Grünes Häkchensymbol für ja | Grünes Häkchensymbol für ja |                             |                             |                             |
| Die Räuber (6. Mini-Erweiterung)             |                             |                             |                             | Grünes Häkchensymbol für ja |                             | Grünes Häkchensymbol für ja | Grünes Häkchensymbol für ja |                             |                             |                             |
| Die Kornkreise 2 (Extra Mini-Erweiterung)    |                             |                             |                             | Grünes Häkchensymbol für ja |                             | Grünes Häkchensymbol für ja | Grünes Häkchensymbol für ja |                             |                             |                             |
| Die Belagerer (Mini-Erweiterung)             |                             |                             |                             |                             |                             |                             |                             |                             | Grünes Häkchensymbol für ja |                             |
| Das Fest (Mini-Erweiterung)                  |                             |                             |                             |                             |                             |                             |                             |                             |                             | Grünes Häkchensymbol für ja |
| Schicksalsrad                                |                             |                             |                             |                             | Grünes Häkchensymbol für ja |                             |                             |                             |                             |                             |
| Der Abt                                      |                             |                             |                             |                             |                             | Grünes Häkchensymbol für ja | Grünes Häkchensymbol für ja |                             |                             |                             |

### Reise-Carcassonne
Die im Jahr 2007 erschienene Reise-Version des Grundspiels zeichnet sich durch kleinere Landschaftskärtchen und Spielfiguren aus. Sie beinhaltet wie das Grundspiel 72 Landschaftskärtchen und je sechs Spielfiguren in fünf Farben. Die Größe der Landschaftskärtchen wurde von 45 mm auf 35 mm Kantenlänge verkleinert. Ein bedruckter Stoffbeutel dient als Zählleiste.

### Carcassonne für 2
Im September 2017 erschien eine Neuauflage des Reise-Carcassonnes für zwei Spieler in einer kleinen Metalldose. Es ist im Design der Neuen Edition gestaltet, beinhaltet je sechs kleine Spielfiguren für jeden Spieler in den Farben blau und rot sowie 48 kleine Landschaftsplättchen. Diese sind jedoch anders gestaltet; so sind sowohl Kärtchen aus der ersten Erweiterung enthalten als auch neu gestaltete. Es ähnelt mit seinen 35 mm großen Kärtchen und dem neuen Design dem bereits 2015 erschienen Carcassonne Demo-Spiel für zwei Spieler. Dieses umfasst jedoch nur 20 Kärtchen und 2×4 Meeple.

### Carcassonne Winter-Edition
Bei dieser Edition von 2012 handelt es sich um das Grundspiel in neuer, winterlicher Illustration sowie mit zwölf zusätzlichen Landschaftskärtchen mit Tiermotiven. Es wird nicht empfohlen, diese mit den anderen Carcassonne-Spielen zu kombinieren. Die Regeln sind identisch mit denen des Grundspiels. Die grafische Gestaltung erfolgte durch Anne Pätzke.
Siehe auch
- Carcassonne – Winter Edition beim Hans im Glück Verlag[21]
- Carcassonne – Winter Edition in der Spieledatenbank Luding
- Carcassonne – Winter Edition in der Spieledatenbank BoardGameGeek (englisch)

#### Der Lebkuchenmann (Mini-Erweiterung)
Diese nur zusammen mit der Carcassonne Winter-Edition spielbare Erweiterung besteht aus sechs Landschaftskärtchen und einer neuen Spielfigur – dem Lebkuchenmann. Auf den neuen Landschaftskärtchen befindet sich zur Kennzeichnung dieser ein kleiner, brauner Lebkuchenmann. Wird eine solche Karte gezogen, stellt der Spieler die Holzfigur des Lebkuchenmannes in eine andere, unfertige Stadt. Beim Verlassen des Lebkuchenmannes bekommt jeder Spieler für jeden Ritter, der in dieser Stadt steht, einen Punkt. Beim Abschließen einer Stadt, in der sich gerade der Lebkuchenmann befindet, gibt es für jeden Ritter jeweils einen Punkt pro Kärtchen, das zu dieser Stadt gehört.

#### Die Kornkreise (Mini-Erweiterung)
Im Adventskalender 2015 von frostedgames lagen 24 Mini-Erweiterungen für 24 verschiedene Brett- und Legespiele (u. a. für Siedler von Catan, Zooloretto, Die Burgen von Burgund und Colt Express), darunter am 23. Dezember sechs Landschaftskärtchen entsprechend der Mini-Erweiterung Die Kornkreise für die Winter-Edition.

### Carcassonne – Neue Edition
2014 erschien eine neugestaltete Version des Grundspiels. Die Regeln wurden überarbeitet und die Landschaftskärtchen neu gestaltet, um den Zugang für Neueinsteiger noch einfacher zu gestalten. Sie enthält die beiden Mini-Erweiterungen Der Fluss und Der Abt und das empfohlene Spielealter wurde von „ab 8“ auf „ab 7“ Jahre gesenkt. Diese Version wird auch als Carcassonne II oder Carcassonne 2.0 bezeichnet.
Die Grafiken der Neuen Edition und deren Erweiterungen stammen nicht länger von Doris Matthäus, welche nahezu alle anderen Carcassonne-Varianten und -Erweiterungen gestaltete, sondern von Anne Pätzke. Sie illustrierte bereits die 2012 erschienene Winter-Edition und deren Erweiterungen.
Ende 2015 erschien auch die erste Erweiterung im Design dieser überarbeiteten Version; es folgten 2016 (zeitlich genannt) die zweite, dritte, fünfte und vierte Erweiterung in dem neuen Design. Im März 2017 wurde die sechste Erweiterung neu aufgelegt. Im Unterschied zu der ursprünglichen Edition sind die Spielfiguren für den sechsten Spieler nicht mehr grau, sondern pink. Ein Spielen zu siebt oder acht, wie durch die Big-Box-Edition 2014 und deren zusätzlichen Spielfiguren in den Farben „pink“ und „violett“, ist bei der Neuen Edition (bislang) nicht möglich.
Die neue Edition erschien ebenfalls in einer speziellen und vornehmlich für den Fachhandel produzierten Version, die neben den Mini-Erweiterungen Der Fluss und Der Abt auch eine modifizierte Version von Das Fest beinhaltet. Diese Ende 2016 herausgegebene Version soll erst ein Jahr später in den Shop des Hans im Glück Verlags aufgenommen werden.
Siehe auch
- Carcassonne – Neue Edition beim Hans im Glück Verlag[3]
- Carcassonne – Neue Edition in der Spieledatenbank Luding

### Demo-Spiel
2015 wurde ein Demo-Version im Design der Neuen Edition vorgestellt. Diese soll Menschen, die es noch nicht kennen, das Spiel bekannt machen und so einen leichten Einstieg ermöglichen. Sie umfasst nur 20 Landschaftskärtchen und nur vier rote und vier blaue Gefolgsleute im Gegensatz zu den 72 Landschaftskärtchen und den 40 Gefolgsleuten (8 × 5 Farben) des Grundspiels. Die Kärtchen und auch die Gefolgsleute sind kleiner als die des Grundspiels und somit nicht mit diesem oder den Erweiterungen spielbar. Die Größe der Kärtchen entspricht mit 35 mm × 35 mm denen des Reise-Carcassonne. Auf die Wiesenregeln wurde hier verzichtet; man kann seine Gefolgsleute nur auf die Wege oder in die Städte setzen. Auch fehlt die Zählleiste.
Es ist aktuell nur bei Veranstaltungen im Rahmen von „Carcassonne on Tour“ verfügbar. Die niederländische Version des Spiels lag der 25-Jahre-Geschenkbox von 999 Games bei.
Schon 2012 wurde vom polnischen Herausgeber des Spiels eine Demo-Version mit dem Namen Wersja demonstracyjna des Spiels im ursprünglichen Design herausgebracht. Diese bestand jedoch nicht aus den klassischen Plättchen, sondern diese mussten aus einem Bogen herausgeschnitten werden. Auch fehlen hier die Klöster, ansonsten ähnelt sie der Demo-Version von 2015, verfügt jedoch mit 48 Plättchen über deutlich mehr als diese.

## Eigenständige Spiele basierend auf Carcassonne
Bedingt durch den großen Erfolg der Carcassonne-Ur-Variante gibt es neben den vielen Erweiterungen auch eigenständige Spiele, die auf dem Spielprinzip von Carcassonne basieren. Diese Spiele verwenden meist denselben Mechanismus des Ur-Spiels mit abgewandelten und anderen Regeln.

## Computerspiele
Carcassonne und Die Jäger und Sammler wurden im Auftrag des Herausgebers Koch Media von der ukrainischen Softwarefirma Meridian ’93 für den Windows-PC umgesetzt. Mittlerweile existieren auch die erste und zweite Erweiterung des Brettspiels in einer gemeinsamen Computerspiel-Erweiterung für die PC-Umsetzung von Carcassonne. 2005 verlor Koch Media die Lizenz zum Verkauf einer PC-Version an Microsoft. Das hat sich 2011 geändert, sodass eine von Deep Silver entwickelte PC-Umsetzung wieder erhältlich ist. Seit 2019 ist die Deep Silver Version nicht mehr online spielbar, der Server wurde aus technischen Gründen abgeschaltet. Dafür bietet Asmodee Digital eine Version für mehrere Plattformen an (Android, iOS, Windows und Nintendo Switch)
Es gibt auch Umsetzungen als Browserspiel, unter anderem in der Brettspielwelt und der Board Game Arena.
Eine Umsetzung von Carcassonne für Xbox Live Arcade kann kostenpflichtig heruntergeladen werden und hat eine USK-Freigabe von 0 Jahren. Das Spiel ist auch online gegen Spieler aus aller Welt spielbar. Diverse Schwierigkeitsgrade können eingestellt werden.
Deep Silver konnte sich eine Umsetzungslizenz für Handheld-Konsolen sichern und bot ab dem 23. Oktober 2009 eine Version des Spiels für den Nintendo DS an. Das Spiel hat eine PEGI-3-Freigabe und ist sowohl als Einzel-, als auch als Mehrspielersystem ausgelegt. Daneben gibt es Kampagnen, bei denen der Spieler besondere Aufgaben lösen muss. Wertung und Spielweise sind gleich wie beim Original. Mittlerweile (April 2020) ist die Version nicht mehr im Angebot.
Es gibt auch Varianten für Apple-iOS-Geräte, Android-Geräte, Windows-Phone-Geräte, Windows 8 (als Windows-App), Blackberry-Smartphones, Java-Handys und Nintendo Switch.

## Meisterschaften

### Deutsche Meisterschaften
Die deutschen Meisterschaften im Carcassonne finden seit 2003 jährlich auf den Internationalen Spieltagen in Essen statt. Ausrichter sind das Spielezentrum Herne, Hans im Glück Verlag und Schmidt Spiele. Bis 2006 gab es noch keine separate Weltmeisterschaft, die deutsche Meisterschaft wurde als Internationale Meisterschaft bezeichnet, da einzelne internationale Spieler teilnehmen durften. Gespielt wird das Grundspiel ohne Erweiterungen.

#### Qualifikation
Zur Teilnahme an der Meisterschaft werden Qualifikations- und Ranglistenturniere ausgetragen. Bei Qualifikationsturnieren ist der Sieger automatisch für die Deutsche Meisterschaft teilnahmeberechtigt. Jeder Spieler darf jährlich an nur einem Qualifikationsturnier teilnehmen. Bei den Ranglistenturnieren sammeln die Spieler Punkte für eine Rangliste. Jeder Spieler darf hierbei an beliebig vielen Turnieren teilnehmen. Die besten Spieler der Rangliste qualifizieren sich ebenfalls für das Finale in Essen. Die Anzahl hängt dabei von den noch zu vergebenen freien Plätzen ab.

#### Modus
Es werden sechs Runden Carcassonne im Schweizer System gespielt. Dabei wird eine Tabelle gebildet, wovon die ersten vier Spieler das Halbfinale beschreiten. Platz 1 der Tabelle spielt gegen Platz 4, Platz 2 gegen Platz 3. Anschließend werden die Sieger das Finale und die Verlierer das Spiel um Platz 3 austragen. Es wird immer eine Partie gespielt (Best of one).
Seit dem Jahr 2017 werden in der Vorrunde fünf Partien gespielt, anschließend kommen die besten acht Spieler in das Viertelfinale. Die restlichen Partien werden im KO-Modus entschieden.
| Jahr | 1. Platz       | 2. Platz          | 3. Platz              | 4. Platz            |
| ---- | -------------- | ----------------- | --------------------- | ------------------- |
| 2003 | Andreas Scholz | Christian Schulze | Jan Rolf              | Marco Weiss         |
| 2004 | Steffen Krotz  | Sebastian Trunz   | Aline Fussy           | Dirk Klosa          |
| 2005 | Stefan Kopacz  | Christian Schulze | Gudrun Bradter-Scholl | Ferenc Emanuel Kiss |

| Jahr | 1. Platz           | 2. Platz          | 3. Platz              | 4. Platz              |
| ---- | ------------------ | ----------------- | --------------------- | --------------------- |
| 2006 | Ralph Querfurth    | Klaus Harings     | Hans Maier            | Andreas Krug          |
| 2007 | Sebastian Trunz    | Andreas Krug      | Steve Wulff           | Rene Groujean         |
| 2008 | Sebastian Trunz    | Ralph Querfurth   | Hans Maier            | Lucien Riehle         |
| 2009 | Frank Weißgerber   | Ralph Querfurth   | Matthias Lehmacher    | Olaf Steffen          |
| 2010 | Roman-Andris Stahl | Tim Meusel        | Klaus Harings         | Gudrun Bradter-Scholl |
| 2011 | Robert Mützner     | Raimund Dreier    | Andreas Leuschner     | Klaus Harings         |
| 2012 | Volker Hehrs       | Klaus Harings     | Gudrun Bradter-Scholl | Raimund Dreier        |
| 2013 | Robert Mützner     | Stefan Müller     | Olaf Steffen          | Rolf-Dieter Borchmann |
| 2014 | Raimund Dreier     | Kolja Stratmann   | Robert Mützner        | Michael Meinel        |
| 2015 | Sebastian Trunz    | Tim Meusel        | Kolja Stratmann       | Florian Schäfer       |
| 2016 | Patrick Mischke    | Sebastian Schatz  | Jörg Fischer          | Kolja Stratmann       |
| 2017 | Irene Müller       | Kolja Stratmann   | Andreas Leuschner     | Robert Mützner        |
| 2018 | Andreas Leuschner  | Kolja Stratmann   | Klaus Harings         | Reiner Sietas         |
| 2019 | Hans Maier         | F. L.             | Peter Aßmann          | Jörg Fischer          |
| 2020 | Raimund Dreier     | Andreas Leuschner | Reiner Sietas         | Kolja Stratmann       |
| 2021 | Uwe Müller         | Kolja Stratmann   | Frederik Iggena       | Sven Eiselein         |
| 2022 | Kolja Stratmann    | Sven Eiselein     | Robert Mützner        | F. L.                 |
| 2023 | Ralph Querfurth    | Christoph Peruth  | Kolja Stratmann       | Michael Meinel        |
| 2024 | Ivan Tarakanov     | Lars Kulms        | Ralph Querfurth       | Peter Aßmann          |

### Weltmeisterschaften
Die Weltmeisterschaft findet jährlich seit 2006 auf den Internationalen Spieltagen in Essen statt – ein oder zwei Tage nachdem der Deutsche Meister ermittelt wurde. Jedes Land ermittelt dabei seinen Teilnehmer in eigenen Qualifikationsturnieren. Der Modus unterscheidet sich dabei von Land zu Land.
| Jahr | 1. Platz                  | 1. Platz               | 2. Platz                  | 2. Platz     | 3. Platz              | 3. Platz    | 4. Platz            | 4. Platz            |
| ---- | ------------------------- | ---------------------- | ------------------------- | ------------ | --------------------- | ----------- | ------------------- | ------------------- |
| 2006 | Ralph Querfurth           | Deutschland            | Michael Wischounig        | Österreich   | David Korejtko        | Tschechien  | David Erdos         | Ungarn              |
| 2007 | Sebastian Trunz           | Deutschland            | Wei-Chi Chen              | Taiwan       | Janne Jaula           | Finnland    | Henrik Fürstenberg  | Norwegen            |
| 2008 | Ralph Querfurth           | Deutschland            | Martin Mojžíš             | Tschechien   | Sebastian Trunz       | Deutschland | Stefan Leopoldseder | Österreich          |
| 2009 | Ralph Querfurth           | Deutschland            | Daniel Geromboux          | Australien   | Matej Tabak           | Slowakei    | Petri Savola        | Finnland            |
| 2010 | Ralph Querfurth           | Deutschland            | Martin Mojžíš             | Tschechien   | Matej Tabak           | Slowakei    | Randy Dreger        | Niederlande         |
| 2011 | Els Bulten                | Niederlande            | Shinnosuke Komukai        | Japan        | Robert Mützner        | Deutschland | Martin Mojžíš       | Tschechien          |
| 2012 | Martin Mojžíš             | Tschechien             | Stefan Leopoldseder       | Österreich   | Matej Tabak           | Slowakei    | Els Bulten          | Niederlande         |
| 2013 | Pantelis Litsardopoulos a | Griechenland           | Martin Mojžíš             | Tschechien   | Aleksejs Peguševs     | Lettland    | Marciej Smieszek    | Polen               |
| 2014 | Takafumi Mochiduki b      | Japan                  | Pantelis Litsardopoulos a | Griechenland | Matej Tabak           | Slowakei    | Ricardo Gomes       | Portugal            |
| 2015 | Pantelis Litsardopoulos a | Griechenland           | Takafumi Mochiduki b      | Japan        | Humberto Seiji Fukuda | Brasilien   | Els Bulten          | Niederlande         |
| 2016 | Vladimir Kovalev c        | Russland               | Pantelis Litsardopoulos a | Griechenland | Wannes Vansina        | Belgien     | Matej Tabak         | Slowakei            |
| 2017 | Tomasz Preuss             | Polen                  | Pantelis Litsardopoulos a | Griechenland | Davide Sandrin        | Italien     | Matej Tabak         | Slowakei            |
| 2018 | Genro Fujimoto            | Japan                  | Marian Curcan             | Rumänien     | Kolja Stratmann       | Deutschland | Tomasz Preuss       | Polen               |
| 2019 | Marian Curcan             | Rumänien               | Ying Chien                | Taiwan       | Timofei Gretsenko     | Estland     | Paolo Ballabeni     | Italien             |
| 2021 | Maciej Polak              | Polen                  | Melvin Gavinho Quaresma   | Brasilien    | Tomasz Preuss         | Polen       | Nuno Torres         | Portugal            |
| 2022 | Arpad Gere                | Rumänien               | Min-Wei Chen              | Taiwan       | Martin Mojizis        | Tschechien  | Hogne Jorgensen     | Norwegen            |
| 2023 | Matt Tucker               | Vereinigtes Königreich | Alexey Pegushev           | Lettland     | Patrick Bekkenutte    | Niederlande | Xiangyu Qin         | Volksrepublik China |
| 2024 | Daniel Angelats           | Katalonien             | Jozsef Tihon              | Ungarn       | Bogdan Curcan         | Rumänien    | Ning Ding           | Volksrepublik China |

Aufgrund der COVID-19-Pandemie wurde die Weltmeisterschaft 2020 nicht abgehalten. Dafür durfte jedes teilnehmende Land 2021 zwei Spieler entsenden.

## Auszeichnungen
Carcassonne wurde wie auch die darauf basierenden Spiele mit zahlreichen Spielepreisen ausgezeichnet. Nachfolgend findet sich eine Auflistung der Preise:
| Jahr | Spiel                      | Auszeichnung                               | Ergebnis   | Anmerkung                                                 |
| ---- | -------------------------- | ------------------------------------------ | ---------- | --------------------------------------------------------- |
| 2001 | Carcassonne                | Spiel des Jahres                           | Gewonnen   |                                                           |
| 2000 | Carcassonne                | Meeples’ Choice Award                      | Gewonnen   |                                                           |
| 2001 | Carcassonne                | Deutscher Spiele Preis                     | Gewonnen   |                                                           |
| 2001 | Carcassonne                | International Gamers Award GS-MP           | Nominiert  | Kategorie: General Strategy Games, Multiplayer            |
| 2001 | Carcassonne                | Niederländischer Spielepreis               | Nominiert  |                                                           |
| 2001 | Carcassonne                | Spiele Hit mit Freunden                    | Empfehlung |                                                           |
| 2002 | Carcassonne                | Årets Spel Best Family Game                | Gewonnen   | Schwedischer Spielpreis                                   |
| 2002 | Carcassonne                | Japan Boardgame Prize                      | Nominiert  | Kategorie: Beliebteste Spiele                             |
| 2004 | Carcassonne                | Hra roku                                   | Nominiert  | Tschechischer Spielepreis                                 |
| 2004 | Carcassonne                | Vuoden Peli                                | Gewonnen   | Finnischer Spielepreis, Kategorie: Familienspiel          |
| 2004 | Carcassonne – Die Burg     | Spiel des Jahres – Empfehlungsliste        | Empfehlung |                                                           |
| 2004 | Carcassonne – Die Burg     | International Gamers Award GS-2P           | Nominiert  | Kategorie: General Strategy Games, Two Player             |
| 2005 | Carcassonne – Die Stadt    | International Gamers Award GS-MP           | Nominiert  | Kategorie: General Strategy Games Multiplayer             |
| 2009 | Die Kinder von Carcassonne | LES TROIS LYS                              | Gewonnen   | Französischer Spielepreis, Kategorie LE LYS ENFANTS       |
| 2009 | Die Kinder von Carcassonne | Golden Geek Best Children’s Board Game     | Nominiert  | Spielpreis von BoardGameGeek                              |
| 2010 | Die Kinder von Carcassonne | Golden Geek Best Children’s Board Game     | Nominiert  | Spielpreis von BoardGameGeek                              |
| 2010 | Die Kinder von Carcassonne | Boardgames Australia Awards                | Gewonnen   | Australischer Spielpreis, Kategorie: Best Children’s Game |
| 2010 | Carcassonne – Mayflower    | Årets Spel Best Family Game                | Nominiert  | Schwedischer Spielpreis                                   |
| 2010 | Carcassonne – Mayflower    | Guldbrikken – Familiespil                  | Nominiert  | Dänischer Spielpreis, Kategorie Familienspiel             |
| 2012 | Carcassonne                | Ludo Award Best Board Game Editor’s Choice | Gewonnen   |                                                           |
| 2014 | Carcassonne – Südsee       | Gioco dell’Anno                            | Nominiert  | Italienischer Spielepreis                                 |

## Rezeption
Die Nachfrage war zu Beginn beim Spieleverlag Hans im Glück bei Vertriebsbeginn mit geschätzten 20.000 bis 30.000 sehr hoch und stieg nach der Auszeichnung zum Spiel des Jahres noch einmal sprunghaft an. Allein im ersten Jahr wurde es in Deutschland ca. 700.000-mal verkauft. Aufgrund des Erfolges wurde das Spiel bis 2015 in 25 Sprachen übersetzt und weltweit über 10 Millionen Mal verkauft. Neben dem eigentlichen Spiel vertreibt der Verlag auch Merchandise wie Ohrringe, Sticker, Back- und Eiswürfelformen oder T-Shirts. Die Carcassonne-Reihe macht ungefähr 80 % des Verlagsumsatzes aus.

### Rezeption des Grundspiels
Das Spiel wurde überwiegend positiv bis sehr positiv aufgenommen. Gelobt wurden die Einfachheit des Spiels sowie die Mischung aus Taktik und Strategie einerseits und einem gewissen Glücksfaktor andererseits. Daher wurde das Spiel auch mehrfach ausgezeichnet, unter anderem von dem Verein Spiel des Jahres. Eine Auflistung weiterer Auszeichnungen erfolgt im entsprechenden Kapitel.

„CARCASSONNE ist ein lupenreines taktisches Legespiel, bei dem eine Landschaft mit Städten, Klöstern, Wiesen und Strassen [sic] gebaut wird. Jedes Mal – und das ist einer der Reize dieses Spiels – präsentiert sich das Ergebnis anders: Einmal stehen die Städte dicht nebeneinander, einmal liegen sie eher am Rande des Feldes, einmal gibt es wenige große Städte, ein andermal wiederum ziehen es die Spieler vor, eine Reihe von Kleinstädten zu errichten. Ähnlich das Straßennetz, einmal mit vielen Kreuzungen, dann wieder mit eher langen Straßenzügen. Das heißt indirekt auch, dass CARCASSONNE je nach den taktischen Überlegungen der Mitspielerinnen und Mitspieler einen anderen Verlauf nimmt. Das verleiht dem Spiel einen ausgesprochen hohen Wiederholungsreiz. Dabei ist es gerade eine besondere Stärke von CARCASSONNE, dass die Zahl der beteiligten Personen keine Rolle spielt.“

Michael Knopf von spielbox bezeichnet das Spiel als ein „im Grunde sehr einfaches, spontan zugängliches Spiel, dem auch der Härteste nicht Schlichtheit oder bodennahes Niveau vorwirft“. Auch seien kleine Fehler nicht gleich vernichtend, und es würden „sich regelmäßig kleine Erfolgserlebnisse einstellen“. Es sei „gewichtig genug, um Profis als legitimer Pausenfüller zu dienen, und es ist so leicht, dass Laien damit den Reiz des Spieles erfahren können“. Er bemerkt auch, dass die Bauern eine nicht zu unterschätzende Lobby darstellen. Sie sorgten vor allem am Ende für mächtig Wirbel. Zudem steht stets die Frage im Raum, ob man die Bauwerke schon abschließen soll, um wieder Gefolgsleute für neue Projekte frei zu haben oder auch, um die vollen Punkte zu erhalten. Die Taktik sei zu zweit am höchsten. Je mehr mitspielen, desto mehr muss man sich mit den Kärtchen arrangieren, die man zieht.

### Rezeption der Erweiterungen
Schon von Beginn an stellt sich die Frage über den Sinn und Nutzen der Erweiterungen, aber auch der Ableger. Dem Verlag sind Zuschriften eingegangen, die um mehr Material rund um Carcassonne bitten. In einem Interview mit Michael Knauf äußerte Verleger Bernd Brunnhofer kurz nach Erscheinen von Die Jäger und Sammler, dass ein Verlag Gewinn erwirtschaften müsse, da sich nicht alle Spiele des Verlages von selbst tragen, weshalb dann andere Spiele der Carcassonne-Reihe veröffentlicht werden. Auch wird das Argument hervorgebracht, dass die Nachfrage bedient werde und die Spiele begeistert aufgenommen werden. Moritz Brunnhofer, der Sohn des Verlagsgründers, will zudem Produktpflege betreiben, da dabei „das Verhältnis zwischen Aufwand und Nutzen […] besser“ sei.
Je mehr Kärtchen im Spiel sind, desto wahrscheinlicher ist, dass man gerade ein ungünstiges zieht. Cristward Conrad schreibt, dass „ohne Zweifel etliche Zugaben ihre Existenzberechtigung“ haben, „dienlich sind sie dem Spiel eigentlich nicht“. Er schreibt auch, dass es jedem selbst obliege, ob man das Grundspiel alleine, mit wenigen oder sämtlichen Erweiterungen spielen will. Eventuelle Regelunklarheiten müssten dann aber in Kauf genommen werden. Zudem vermutet er, dass (2010) die Möglichkeiten zu eventuellen Erweiterungen sicherlich noch 10 Jahre anhalten.
Insgesamt ist die siebte große Erweiterung die am kontroversesten betrachtete Erweiterung. Christwart Conrad schreibt zum Update der Erweiterungskritiken: „Völlig aus dem Rahmen der üblichen Erweiterungen fällt DAS KATAPULT. […] Ebenfalls fünf Punkte werden beim ‚Fangen‘ vergeben. Mit dieser Version wird die gesamte Tischauslage zum Nebenschauplatz. […] Allerspätestens an dieser Variante scheiden sich die Geister. Für den ambitionierten Taktiker ist es ein Graus[…]. Andere kommen jetzt erst richtig in Partystimmung und amüsieren sich prächtig bei dieser Abart.“

### Weltrekord
Vom 8. bis 10. September 2006 legten 26 Spieler 4194 Carcassonne-Plättchen in 42 Stunden und 48 Minuten aus und schafften es damit mit dem „Longest Boardgame Marathon“ ins Guinness-Buch der Rekorde (Band 2008, S. 64). Dabei wurde im Schnitt alle 36,74 Sekunden ein Plättchen gelegt. Die genutzte Fläche betrug 15,36 m² (4,80 m × 3,20 m). Ort dieses Ereignisses war das Städtische Spielezentrum Herne. Der Rekord wurde auch vom „The Book of Alternative Records“ in der Kategorie: Carcassonne Dauer Spielen; Rekord: 25 Stunden und 2 Minuten aufgenommen. Die reduzierte Zeit ist bedingt durch strengere Pausenregelungen.

### Carcassonne und Geocaching
Seit der Erweiterung Die Windrosen nimmt Carcassonne Bezug auf das Outdoor-Hobby Geocaching. So heißt es auf der Website der Erweiterung: „Die Geo Cacher sind in Carcassonne eingefallen!“
Anlässlich der Messe modell-hobby-spiel 2013 initiierte deren Veranstalter in Zusammenarbeit mit den Verlagen Hans im Glück und Schmidt Spiele dementsprechend eine GPS-Schnitzeljagd. 99 Meeples wurden u. a. in den Vereinigten Staaten, „in China, Polen, Tschechien, Frankreich, Österreich“ und Deutschland in Position gebracht, um sie von dort aus durch Anhänger des Spiels und durch Geocacher als Travel Bugs von „Versteck zu Versteck“ zur Leipziger Messe zu bringen. 14 Meeple kamen rechtzeitig zum Veranstaltungsbeginn an. Im Jahr 2015 wurde dies wiederholt.